# Szydłowiec Śląski
Szydłowiec Śląski (deutsch Schedlau) ist ein Ort in der Stadt- und Landgemeinde Niemodlin (Falkenberg O.S.) im Powiat Opolski der Woiwodschaft Opole in Polen.

## Geographie
Szydłowiec Śląski liegt etwa drei Kilometer nordwestlich von Niemodlin und zwanzig Kilometer westlich von Opole (Oppeln) in der Nizina Śląska (Schlesische Tiefebene) an der Steinau (polnisch Ścinawa Niemodlińska). Im Nordosten verläuft die Autostrada A4.
Nachbarorte von Szydłowiec Śląski sind im Norden Magnuszowiczki (Klein Mangersdorf) und Magnuszowice (Groß Mangersdorf), im Osten Rzędziwojowice (Geppersdorf) und im Westen Molestowice (Mullwitz).

## Geschichte

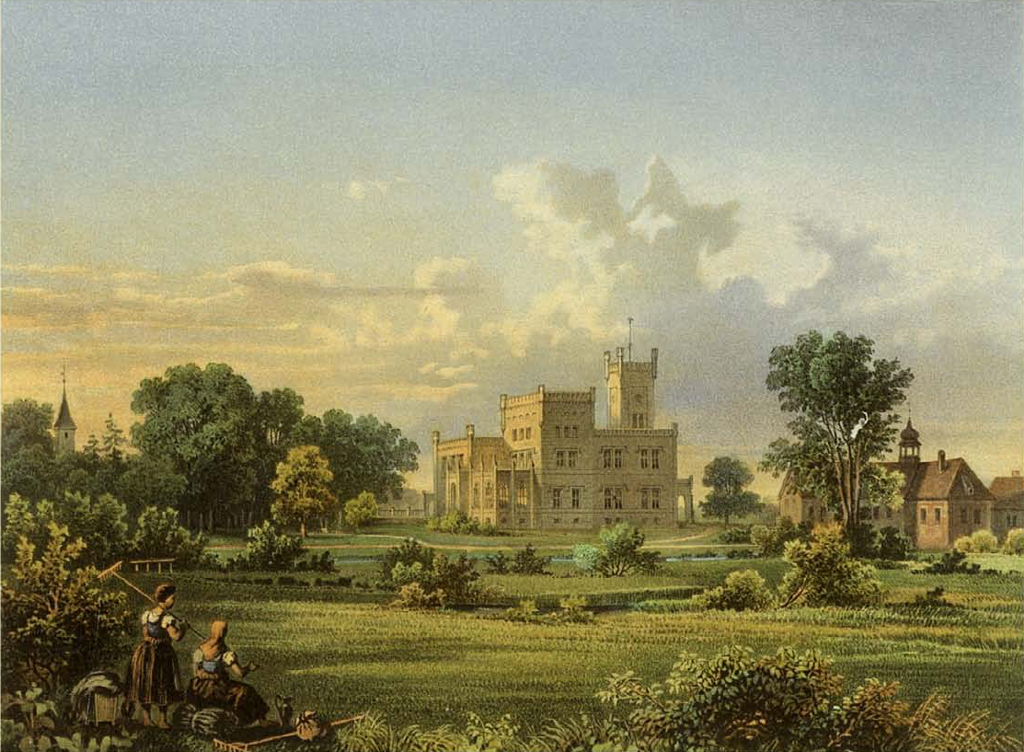
Ansicht von Schedlau 1860/61 nach Alexander Duncker: Das Pücklersche Schloss mit Gutshof und am linken Bildrand der Turm der Salvatorkirche

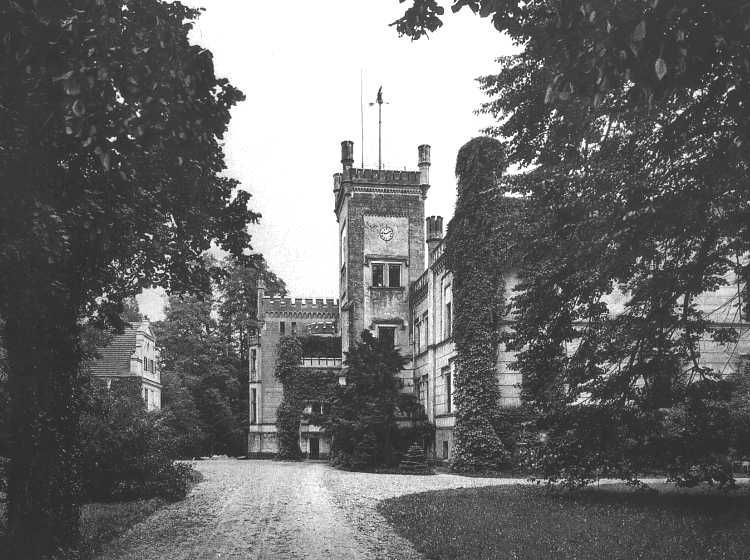
Schloss Schedlau (1920er Jahre)

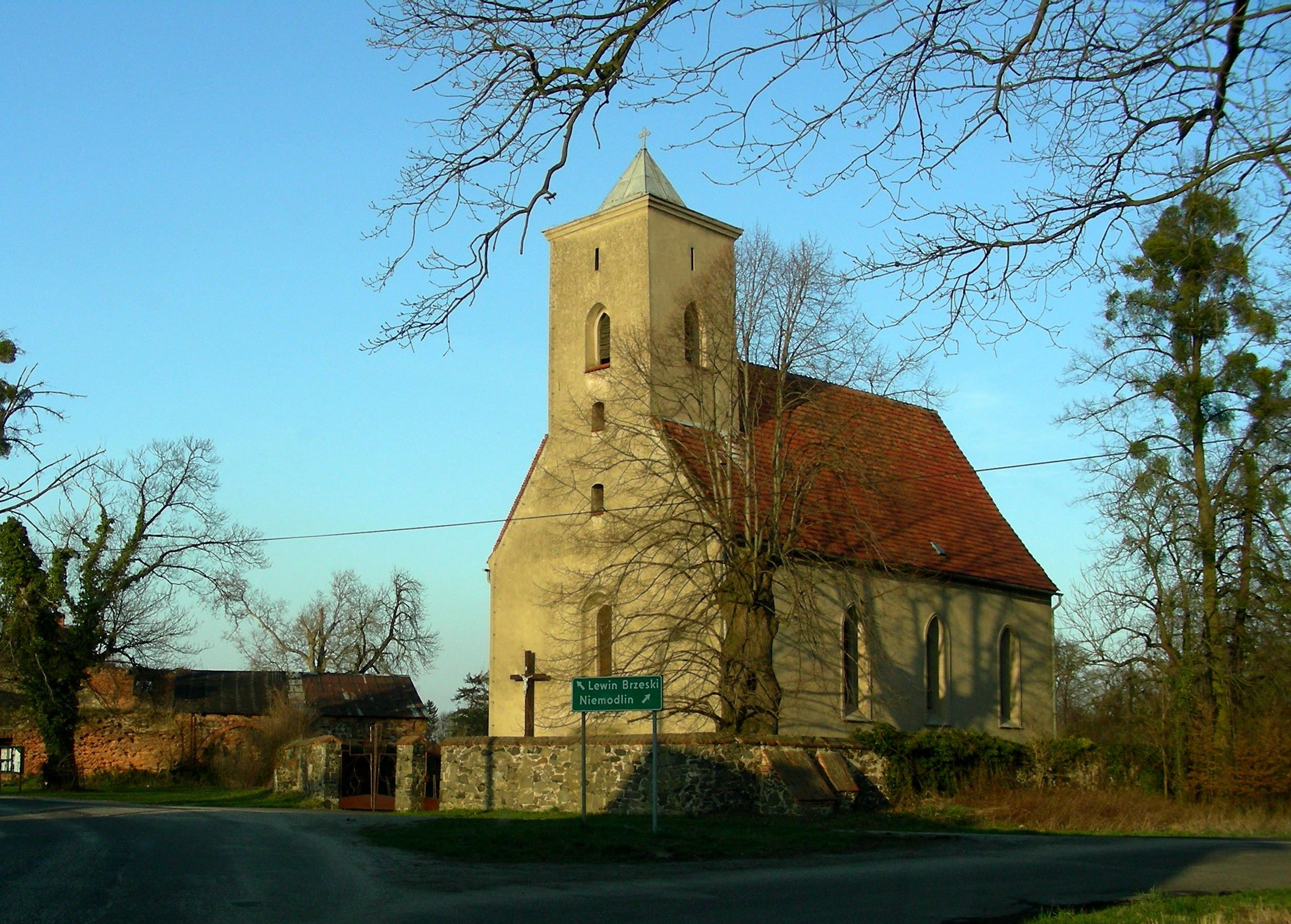
Kirche Mariä Namen (2009)

Ellgoth soll der Ort vor 1241 und dem Einfall der Goldenen Horde geheißen haben. Nach einer Legende wurden bei der Wiederbesiedlung des zerstörten Ortes viele Schädel gefunden, weshalb der Ort fortan Schedlau genannt wurde. Seit 1379 ist Schedlau als Dorf mit Kirche nachgewiesen. 1318 wurde es als Schidalowicz, 1447 als Elgot Dipoldi und 1551 als Schedlau urkundlich erwähnt.
Ab 1533 gehörte Schedlau dem Niklas Pückler von Groditz, mit dessen Familie von Pückler die Geschichte des Ortes in den folgenden 400 Jahren, bis 1945, eng verbunden war. Sie errichteten 1570 das Schloss und führten die Reformation ein. 1616 stifteten Hans von Pückler und seine Frau Helena von Sedlnitzky von Choltitz die steinerne Salvatorkirche anstelle der alten Holzkirche. Infolge des kaiserlichen Restitutionsediktes von 1629 musste die Kirche an die Katholiken zurückgegeben werden, obwohl die Bevölkerung größtenteils evangelisch blieb. 1830 waren von den 389 Einwohnern nur 55 katholisch. Die Kirche in Schedlau ist bis heute Filiale von Falkenberg, die Evangelischen waren dorthin eingepfarrt. Nach den Zerstörungen im Dreißigjährigen Krieg wurde das Schloss 1650 wiederaufgebaut.
Nach dem Ersten Schlesischen Krieg 1742 fiel Schedlau mit dem größten Teil Schlesiens an Preußen. 1764 wurde eine evangelische Schule gegründet.
Nach der Neugliederung der Provinz Schlesien gehörte die Landgemeinde Schedlau ab 1816 zum Landkreis Falkenberg O.S., mit dem sie bis 1945 verbunden war. 1845 bestanden im Ort ein Schloss, ein Vorwerk, eine katholische Kirche, eine evangelische Schule, eine Brauerei, eine Brennerei und 71 Häuser. Die Einwohnerzahl lag damals bei 440, davon 60 katholische. 1854 wurde das Schloss Schedlau unter Erdmann III. von Pückler im Stil der Neugotik umgebaut. 1855 lebten 412 Einwohner im Ort. 1865 bestanden in Schedlau ein Schulzenhof, sieben Bauern-, 16 Gärtner- und 21 Häuslerstellen. Die evangelische Schule wurde im gleichen Jahr von 95 Schülern besucht. 1874 wurde der Amtsbezirk Schedlau gebildet, dem die Landgemeinden Groditz, Guhrau, Heidersdorf, Mullwitz und Schedlau sowie die Gutsbezirke Groditz, Guhrau, Heidersdorf, Mullwitz und Schedlau eingegliedert wurden. Erster Amtsvorsteher war der Rittergutsbesitzer Graf Pückler. 1885 zählte Schedlau 286 Einwohner. 1888 erhielt Graase einen Anschluss an das oberschlesische Eisenbahnnetz an der Bahnstrecke Szydłów–Lipowa Śląska. 1888 erhielt Schedlau mit der Bahnstrecke Szydłów–Lipowa Śląska über Falkenberg Anschluss an Oppeln. 1933 lebten in Schedlau 417 Einwohner, 1939 wurden 620 Einwohner gezählt.
Vor Kriegsende erreichte die Rote Armee am 7. Februar 1945 Schedlau, das erst am 17. März erobert wurde, nachdem das Dorf fünf Wochen lang umkämpft gewesen und die Front nördlich des Dorfes verlaufen war. Infolge der Kampfhandlungen wurde eine Kapelle neben der Dorfkirche zerstört und das Schloss brannte aus, das später abgerissen wurde. Danach kam der bisher deutsche Ort unter polnische Verwaltung und wurde in Szydłowiec Śląski umbenannt. Im Juni 1946 wurde die deutsche Bevölkerung weitgehend vertrieben.
Von 1945 bis 1950 gehörte Szydłowiec Śląski Woiwodschaft Schlesien. Anschließend wurde es der Woiwodschaft Opole eingegliedert. Seit 1999 gehört es zum  Powiat Opolski.

## Sehenswürdigkeiten
- Die römisch-katholische Kirche St. Mariä Namen (Kościół Imienia Najświętszej Maryi Panny) ist eine Filialkirche der Pfarrei Mariä Himmelfahrt in Niemodlin. Der heutige Bau stammt aus den Jahren 1616/17. Bereits für das Jahr 1379 ist eine Kirche im Ort belegt. 2013 wurde sie saniert und der Turmhelm rekonstruiert.[9]
- Die Pückler-Eiche im Norden des Dorfes ist 570 Jahre und als Naturdenkmal geschützt. Sie ist 26 Meter hoch bei einem Stammumfang von 8,65 Metern.[10]
- Von der ehemaligen Schlossanlage haben sich ein neugotisches Portal sowie teilweise Vorwerke erhalten.

## Persönlichkeiten
- Erdmann von Pückler (1792–1869), Standesherr und Politiker, in Schedlau verstorben
- Kurt von Haugwitz (1816–1888), Verwaltungsbeamter und Parlamentarier, in Schedlau verstorben
- Eduard von Pückler (1853–1924), deutscher Standesherr, in Schedlau verstorben
- Georg Wichmann (1876–1944), deutscher Landschaftsmaler, zwischen 1901 und 1903 für die Pflege der Galerien von Graf Eduard von Pückler in Schedlau zuständig.

## Einwohnerentwicklung
| Jahr | Einwohner |
| ---- | --------- |
| 1830 | 389       |
| 1844 | 440       |
| 1855 | 412       |
| 1861 | 410       |

| Jahr | Einwohner |
| ---- | --------- |
| 1910 | 352       |
| 1933 | 417       |
| 1939 | 620       |